# Khat
Khat (Catha edulis), officiel stavemåde kat, ses også stavet kath, er en stedsegrøn busk, som vokser i det østlige Afrika. Planten bliver 5–8 meter høj, med 5–10 cm lange og 1–4 cm brede blade. Bladene kan anvendes som rusmiddel. Denne praksis er især udbredt i Østafrika og på den arabiske halvø. Som rusmiddel har khat dog også fundet en vis udbredelse i Europa, hovedsagelig blandt indvandrere fra de førnævnte områder. Tygger man khat, opnår man en let euforiserende virkning. Bladene kan også ryges eller bruges i te. Rusen skyldes, at khat indeholder de euforiserende stoffer cathinon og cathin. I 1980 erklærede WHO khat for et narkotikum, og i 1993 blev det forbudt i Danmark.